# Circonscription de l'Ariana
La circonscription de l'Ariana est une ancienne circonscription électorale tunisienne. Elle couvre le territoire du gouvernorat de l'Ariana.
Le décret-loi no 2022-55 du 15 septembre 2022 la divise en huit circonscriptions.

## Résultats électoraux
Voici les résultats de l'élection de l'Assemblée constituante de 2011 pour la circonscription ; la liste donne les partis ayant obtenu au moins un siège :
| Parti          | Parti                        | Voix    | %    | Sièges |
| -------------- | ---------------------------- | ------- | ---- | ------ |
|                | Ennahdha                     | 71 170  | 36,1 | 3      |
|                | Ettakatol                    | 27 570  | 14,0 | 1      |
|                | Congrès pour la République   | 17 791  | 9,0  | 1      |
|                | Pôle démocratique moderniste | 13 717  | 7,0  | 1      |
|                | Parti démocrate progressiste | 9 869   | 5,0  | 1      |
|                | Parti républicain maghrébin  | 662     | 3,4  | 1      |
| Inscrits       | Inscrits                     | 206 015 | 100  | 8      |
| Votants        | Votants                      | 196 986 |      | -      |
| Exprimés       | Exprimés                     | 20 601  | 100  | -      |
| Blancs et nuls | Blancs et nuls               | 9 029   |      | -      |

## Représentants

### Constituants
|  | Nom              | Image | Parti                                                          |
|  | ---------------- | ----- | -------------------------------------------------------------- |
|  | Sahbi Atigue     |       | Ennahdha                                                       |
|  | Amel Ghouil      |       | Ennahdha                                                       |
|  | Ferjani Doghmane |       | Ennahdha                                                       |
|  | Abdelaziz Kotti  |       | Congrès pour la République, indépendant puis Nidaa Tounes      |
|  | Mouldi Riahi     |       | Ettakatol                                                      |
|  | Issam Chebbi     |       | Parti démocrate progressiste puis Al Joumhouri                 |
|  | Fadhel Moussa    |       | Pôle démocratique moderniste puis Voie démocratique et sociale |
|  | Karim Bouebdelli |       | Parti républicain maghrébin                                    |

### Députés

#### 2009-2011
Voici la liste des députés de la XIIe législature :
|  | Nom               | Parti                                      |
|  | ----------------- | ------------------------------------------ |
|  | Kamel Chergui     | Rassemblement constitutionnel démocratique |
|  | Aziza Hatira      | Rassemblement constitutionnel démocratique |
|  | Saïda Agrebi      | Rassemblement constitutionnel démocratique |
|  | Hala Hafsi        | Rassemblement constitutionnel démocratique |
|  | Abou Bakr Zakhama | Rassemblement constitutionnel démocratique |
|  | Essadak Essaafi   | Rassemblement constitutionnel démocratique |
|  | Mongi Akari       | Rassemblement constitutionnel démocratique |
|  | Ahmed Ghangou     | Rassemblement constitutionnel démocratique |
|  | Tarak Chaabouni   | Mouvement Ettajdid                         |
|  | Samira Chaouachi  | Parti de l'unité populaire                 |
|  | Hassan Litim      | Mouvement des démocrates socialistes       |
|  | Mohsen Ouan       | Parti social-libéral                       |

#### 2019-2024
| Image | Nom                                                                             | Parti                                                                       | Groupe parlementaire                                                                        |
| ----- | ------------------------------------------------------------------------------- | --------------------------------------------------------------------------- | ------------------------------------------------------------------------------------------- |
|       | Iyadh Elloumi                                                                   | Au cœur de la Tunisie                                                       | Au cœur de la Tunisie                                                                       |
|       | Chiraz Echebbi                                                                  | Au cœur de la Tunisie                                                       | Au cœur de la Tunisie                                                                       |
|       | Sahbi Atigue                                                                    | Ennahdha                                                                    | Ennahdha                                                                                    |
|       | Jamila Debech                                                                   | Ennahdha                                                                    | Ennahdha                                                                                    |
|       | Awatef Grich (depuis janvier 2020) Boubaker Zkhama (novembre 2019-janvier 2020) | Parti destourien libre                                                      | Parti destourien libre                                                                      |
|       | Nabil Hajji                                                                     | Courant démocrate                                                           | Bloc démocrate                                                                              |
|       | Abdellatif Aloui                                                                | Coalition de la dignité                                                     | Coalition de la dignité                                                                     |
|       | Ahmed Ben Ayed                                                                  | Errahma (novembre 2019-janvier 2020) puis indépendant (depuis janvier 2020) | Hors groupe (novembre 2019-février 2020) puis Coalition de la dignité (depuis février 2020) |